# Valentin Kötzler
Valentin Kötzler (* 1. Februar 1499 in Nürnberg?; † 12. Dezember 1564 in Nürnberg) war Jurist und Rat der Stadt Nürnberg.

## Leben
Valentin Kötzler wurde als Sohn des Nürnberger Patriziers Georg Kötzler und seiner Frau Ursula von Mohren geboren. Nachdem er Rechtswissenschaften studiert hatte und zum Doktor der Rechte promoviert war, wurde er 1528 zum Ratskonsulenten in Nürnberg berufen. Zu seinen Aufgaben gehörte es, Rechtsgutachten für den Rat zu erstellen, wichtige Verhandlungen zu führen und diplomatische Aufgaben wahrzunehmen.
Im Jahre 1534 heiratete er Anna Dietherr, die ihm acht Kinder zur Welt brachte. Als Kötzlers Hauptwerk gilt die vierte Auflage der Nürnberger Reformation, an der er 14 Jahre lang arbeitete. In der Nürnberger Reformation wurden die städtischen Satzungsbücher an das römische Recht angepasst. Die vierte Auflage der Nürnberger Reformation blieb bis 1806 gültig. Gemeinsam mit Christoph Scheurl erstellte er Rechtsgutachten für die Befestigung der Nürnberger Burg. 1564 fertigte Nicolas Neufchâtel ein Porträt von Valentin Kötzler an. Kötzler ließ von 1659 bis 1661 das Schloss in Steinach (Fürth) erbauen.

## Nachweise
1. ↑  Ulrich Grimm: Valentin Kötzler (1499–1564) in In Stein gehauene Rechtsgeschichte aus zwei Jahrtausenden, Oberlandesgericht Nürnberg, 2008
2. ↑  Haus der Bayerischen Geschichte: Bildnis des Dr. Valentin Kötzler

| Personendaten    | Personendaten             |
| ---------------- | ------------------------- |
| NAME             | Kötzler, Valentin         |
| KURZBESCHREIBUNG | deutscher Rechtsgelehrter |
| GEBURTSDATUM     | 1. Februar 1499           |
| GEBURTSORT       | Nürnberg                  |
| STERBEDATUM      | 12. Dezember 1564         |
| STERBEORT        | Nürnberg                  |